# Gliese 876 b
Gliese 876 b is een exoplaneet die draait om de rode dwerg Gliese 876 elke 61,03 dagen. De exoplaneet is ontdekt op 23 juni 1998. Gliese 876 b is de eerste planeet die werd ontdekt rond een rode dwerg. Hij is van Gliese 876 gezien de derde planeet in dat planetenstelsel, voorafgegaan door Gliese 876 d en Gliese 876 c. Gliese 876 b staat in het sterrenbeeld waterman. De exoplaneet heeft twee keer de massa van Jupiter. De temperatuur wordt geschat tussen -75 en -125°C. Hij staat 32 miljoen kilometer van Gliese 876 vandaan.